# لورانس شولمان
لورانس شولمان (بالألمانية: Lawrence Schulman) (و. 1941 – م) هو فيزيائي، وأستاذ جامعي من الولايات المتحدة الأمريكية . ولد في نيوآرك (نيو جيرسي) .